# Freudenburg
Freudenburg ist eine Ortsgemeinde im Landkreis Trier-Saarburg in Rheinland-Pfalz. Sie gehört der Verbandsgemeinde Saarburg-Kell an.

## Geographische Lage
Der Ort liegt am Fuße des Eiderbergs, einer 439 Meter hohen Erhebung. Südlich des Hauptortes verläuft die Landesgrenze zum Saarland, etwa 1,5 Kilometer westlich befindet sich der Ortsteil Kollesleuken. Saarburg, der Sitz der Verbandsgemeindeverwaltung, liegt etwa sieben Kilometer nordnordöstlich, nach Südosten sind es etwa acht Kilometer bis zum saarländischen Mettlach. Die Umgebung verfügt über eine große Anzahl von Wanderwegen.

## Geschichte
1337 erbaute König Johann von Böhmen, Graf von Luxemburg, am Fuße des Eiderberges die Freudenburg, zu dieser Zeit Freyding genannt. Als Teil eines Burgenschutzsystems zwischen Trier und Luxemburg diente sie der Sicherung der Heerstraße Trier-Metz. Schon 1346 wird Freudenburg im Rahmen eines kurtrierischen Sammelprivilegs als „Stadt“ bezeichnet. Als kleine Ackerbürgerstadt übernahm Freudenburg zentralörtliche Funktionen für die umliegenden Dörfer. Mit dem Kauf der Burggrafschaft Freyding durch die Reichsabtei St. Maximin wurde die Burg wiedererrichtet. Im Streit zwischen der Abtei und Kurfürst Philipp Christoph von Sötern wurde die Burg 1646 durch kurtrierische Truppen besetzt, zerstört und nicht wieder aufgebaut. Mit dem ehemaligen geistlichen Grundbesitz bekamen die Vereinigten Hospitien im Zuge der Säkularisation auch die Ruine zugewiesen, die sie 1861 der Gemeinde verkauften, die 1908 und 1980 Sicherungsarbeiten durchführen ließ.
Freudenburg wurde 1816 Sitz der Bürgermeisterei Freudenburg im damaligen Landkreis Saarburg.
Am 18. Juli 1946 wurde Freudenburg gemeinsam mit weiteren 80 Gemeinden der Landkreise Trier und Saarburg dem im Februar 1946 von der übrigen französischen Besatzungszone abgetrennten Saargebiet angegliedert, das zu der Zeit nicht mehr dem Alliierten Kontrollrat unterstand. Am 6. Juni 1947 wurde diese territoriale Ausgliederung bis auf 21 Gemeinden wieder zurückgenommen, damit kam Freudenburg an das 1946 neugebildete Land Rheinland-Pfalz.
Am 7. Juni 1969 wurde der Ort Kollesleuken mit seinen damals 101 Einwohnern von Kirf nach Freudenburg umgemeindet.
Bevölkerungsentwicklung
Die Entwicklung der Einwohnerzahl von Freudenburg bezogen auf das heutige Gemeindegebiet, die Werte von 1871 bis 1987 beruhen auf Volkszählungen:
| Jahr | Einwohner |
| ---- | --------- |
| 1815 | 676       |
| 1835 | 906       |
| 1871 | 941       |
| 1905 | 1.154     |
| 1939 | 1.358     |
| 1950 | 1.396     |

| Jahr | Einwohner |
| ---- | --------- |
| 1961 | 1.533     |
| 1970 | 1.626     |
| 1987 | 1.488     |
| 2005 | 1.496     |
| 2011 | 1.644     |
| 2017 | 1.775     |

## Politik

### Gemeinderat
Der Ortsgemeinderat in Freudenburg besteht aus 16 Ratsmitgliedern, die bei der Kommunalwahl am 9. Juni 2024 in einer personalisierten Verhältniswahl gewählt wurden, und dem ehrenamtlichen Ortsbürgermeister als Vorsitzendem.
Die Sitzverteilung im Ortsgemeinderat:
| Wahl | SPD | CDU | UWF a | FLF b | WGR c | Gesamt   |
| ---- | --- | --- | ----- | ----- | ----- | -------- |
| 2024 | 6   | –   | 6     | 4     | –     | 16 Sitze |
| 2019 | 6   | –   | 6     | –     | 4     | 16 Sitze |
| 2014 | 9   | –   | 4     | –     | 3     | 16 Sitze |
| 2009 | 9   | –   | 4     | –     | 3     | 16 Sitze |
| 2004 | 9   | 4   | 3     | –     | –     | 16 Sitze |

### Bürgermeister
Alois Zehren (SPD) wurde am 23. Juli 2019 Ortsbürgermeister von Freudenburg. Da bei der Direktwahl am 26. Mai 2019 kein Wahlvorschlag eingereicht wurde, oblag die Neuwahl des Bürgermeisters gemäß rheinland-pfälzischer Gemeindeordnung dem Rat. Dieser entschied sich bei der konstituierenden Sitzung einstimmig für Zehren. Bei der Direktwahl am 9. Juni 2024 wurde er als einziger Bewerber mit einem Stimmenanteil von 75,5 % für weitere fünf Jahre wiedergewählt.
Zehrens Vorgänger Bernd Gödert (SPD) hatte das Amt 20 Jahre ausgeübt, war 2019 aber nicht erneut angetreten.

## Sehenswürdigkeiten
- Burgruine Freudenburg aus dem 14. Jahrhundert
- In einem Privathaus existiert eine private Mikwe der früheren jüdischen Gemeinde.
- Im Neubaugebiet oberhalb des Ortskerns (ausgeschildert) befindet sich ein erstmals für 1694 nachgewiesener jüdischer Friedhof.
- Im Ortsteil Kollesleuken steht am Leukbach die Herrenmühle, ein Nachfolgebau der ehemaligen Maximiner Mühle, die 1944 zerstört wurde. Die Mühle ist in Privatbesitz und seit Ende der siebziger Jahre nicht mehr in Betrieb.
- Naturschutzgebiet Eiderberg mit zahlreichen Orchideenarten
- Felsformationen im Leuktal (Kollesleuker Schweiz) oberhalb der Herrenmühle

Siehe auch: Liste der Kulturdenkmäler in Freudenburg

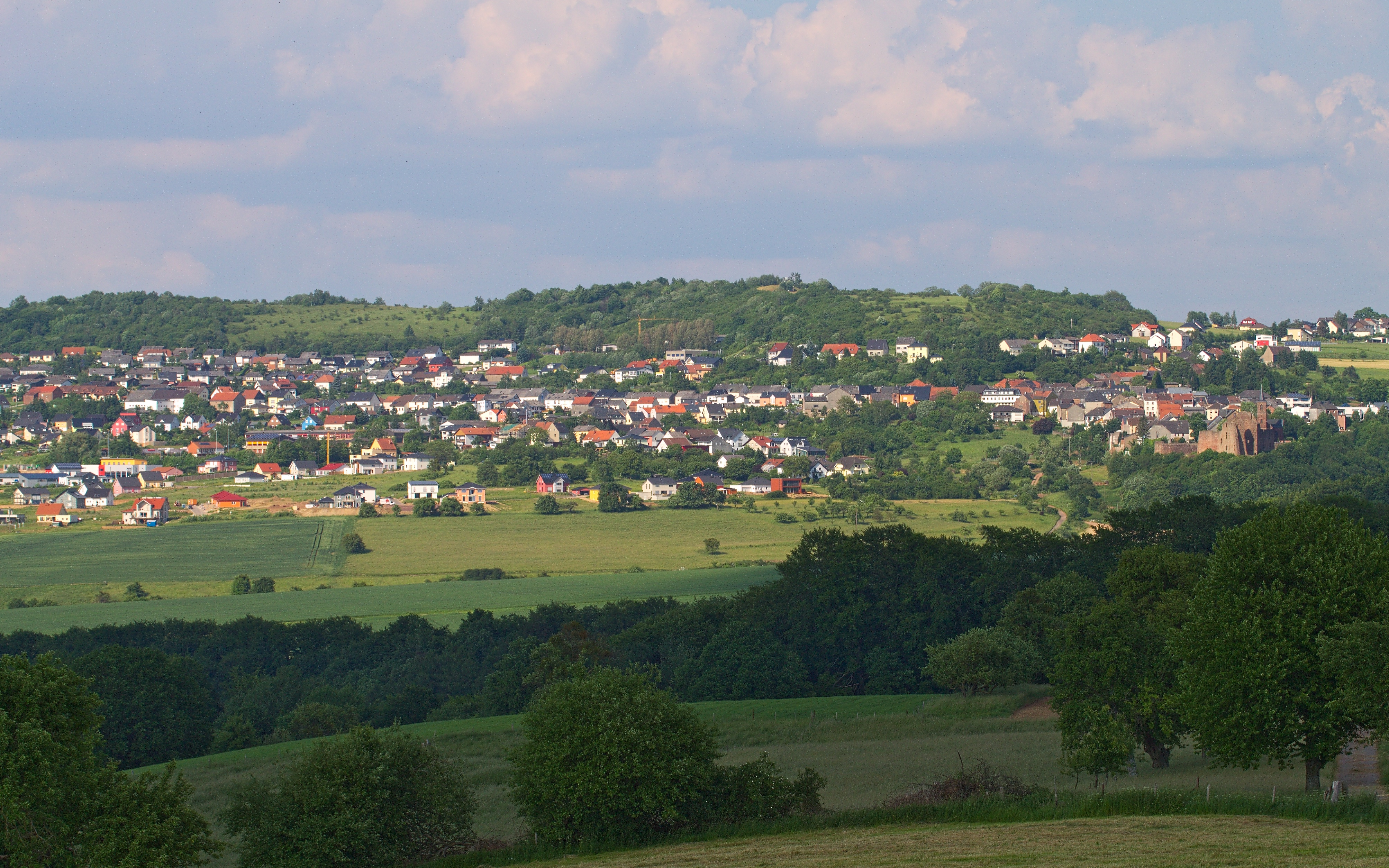
Freudenburg, am rechten Bildrand Burgruine und Kirche
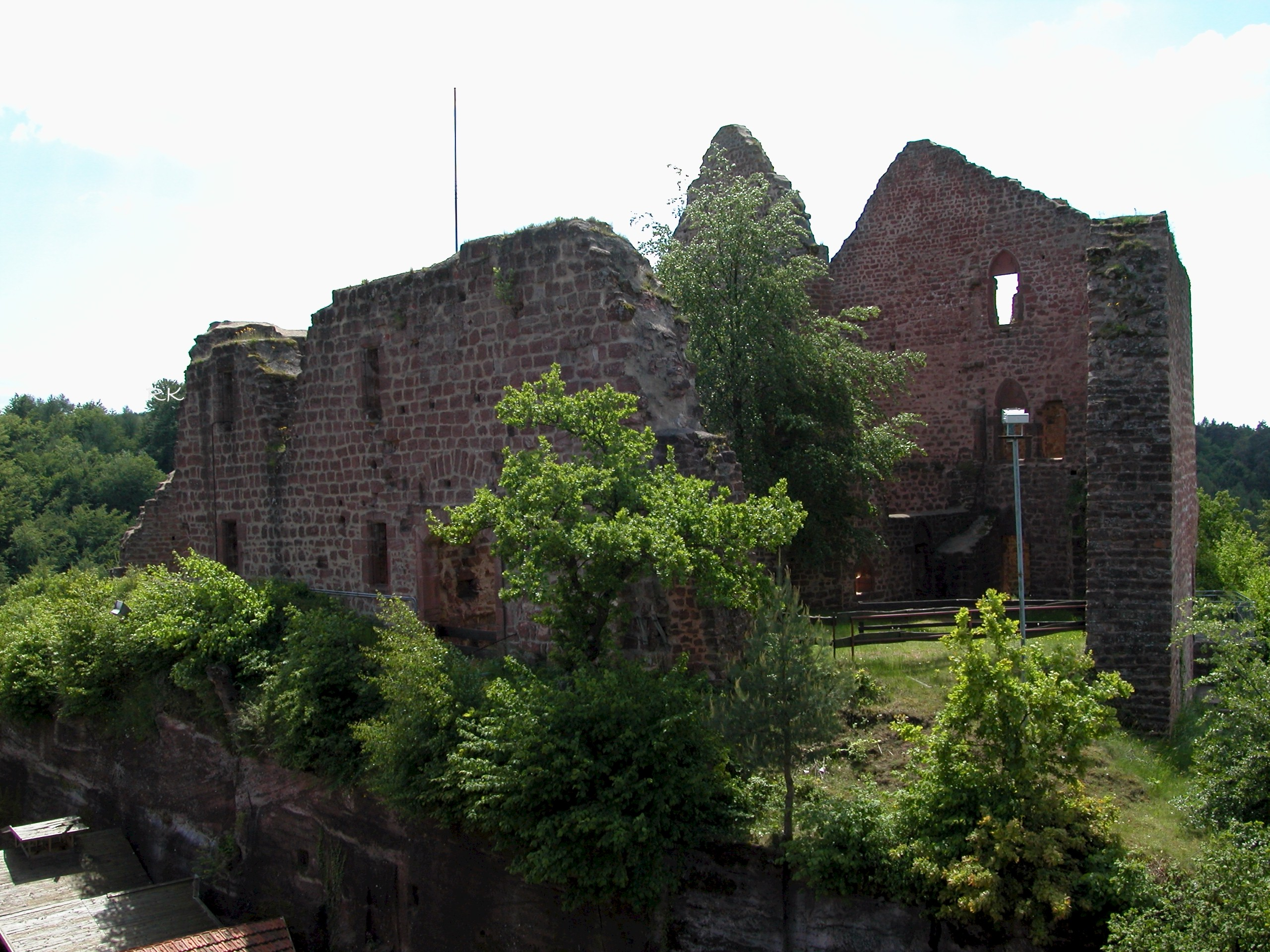
Burgruine Freudenburg
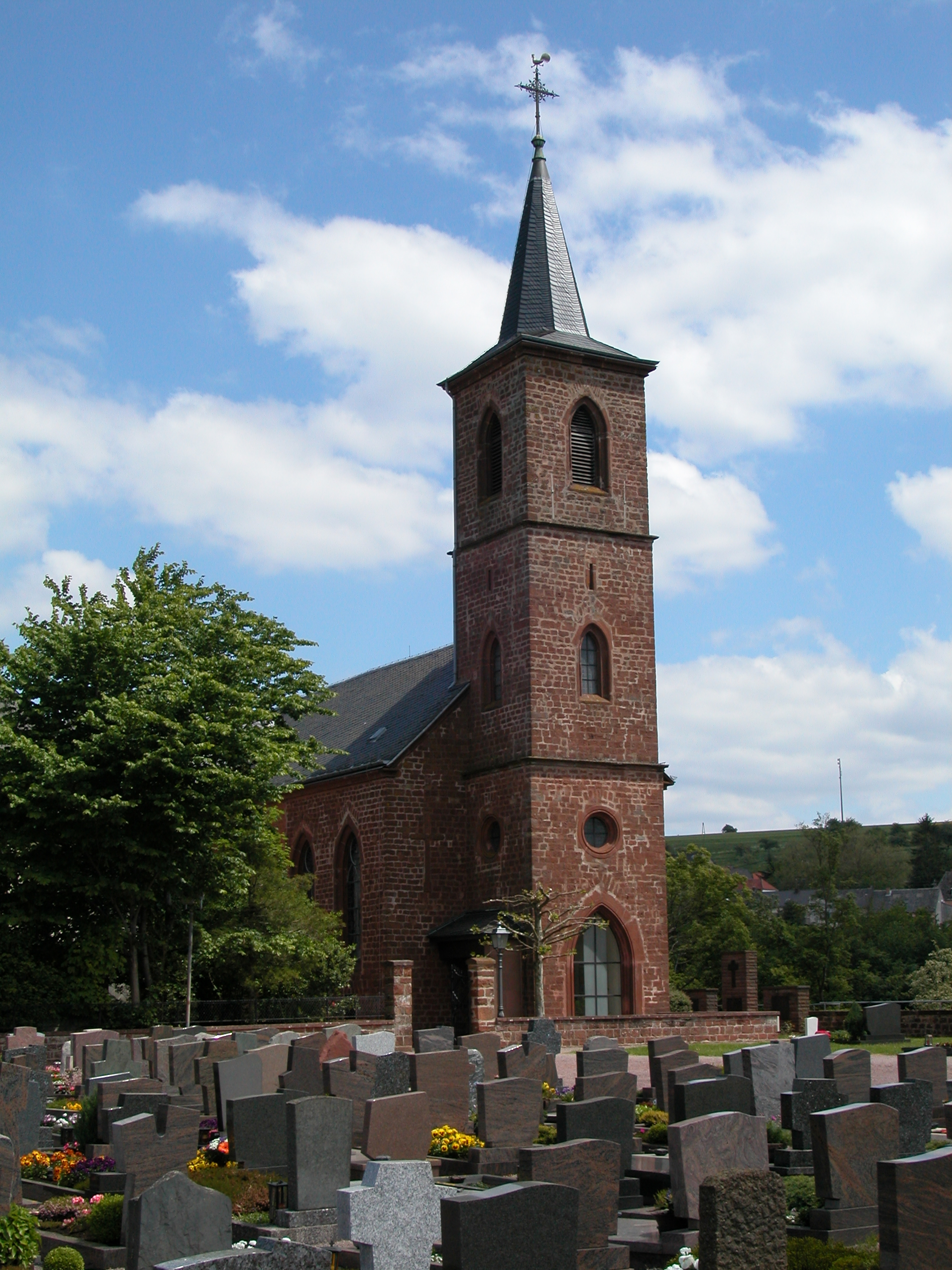
Katholische Pfarrkirche der heiligen Dreifaltigkeit
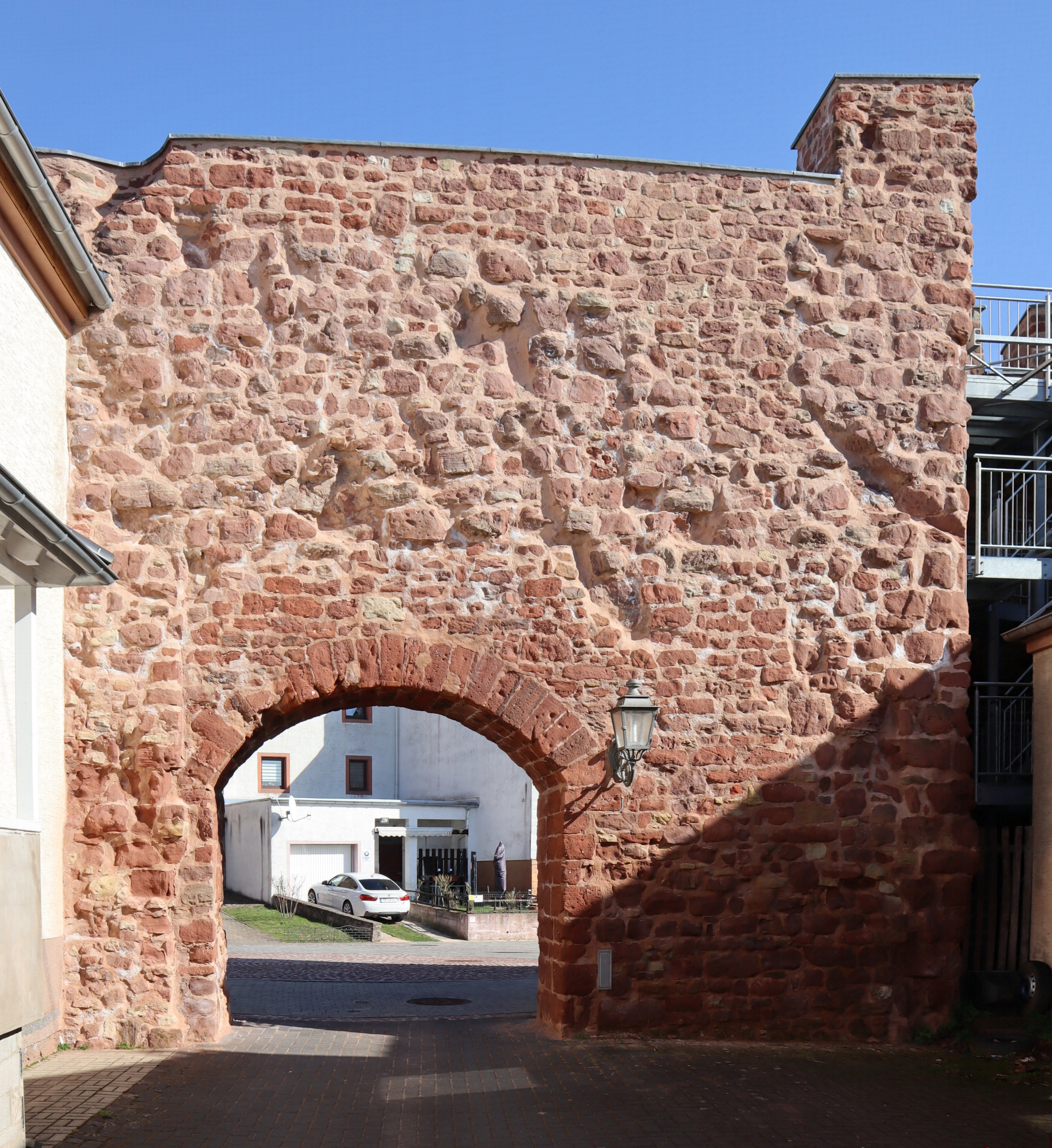
Stadttor
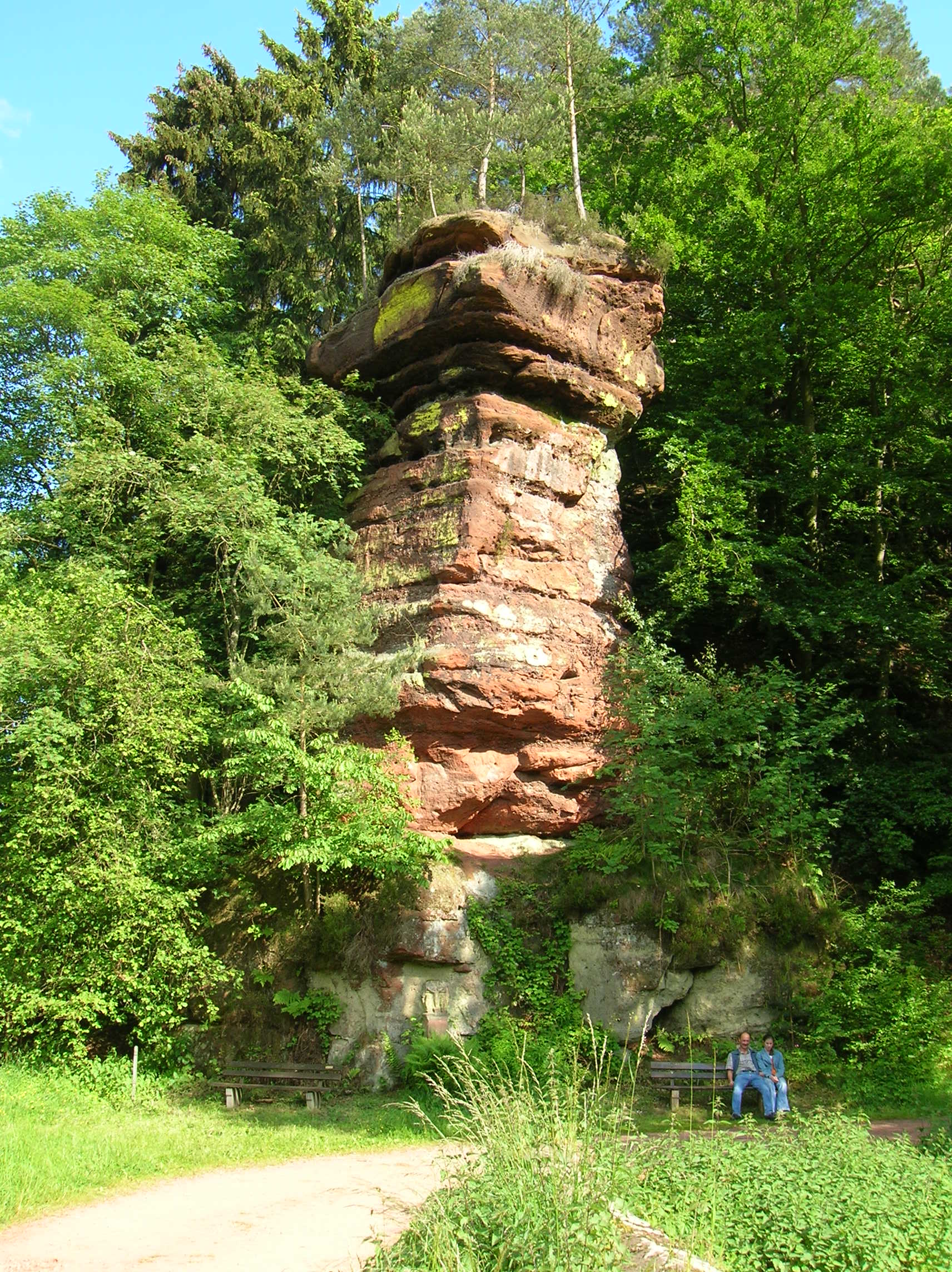
Pilzfelsen in der „Kollesleuker Schweiz“
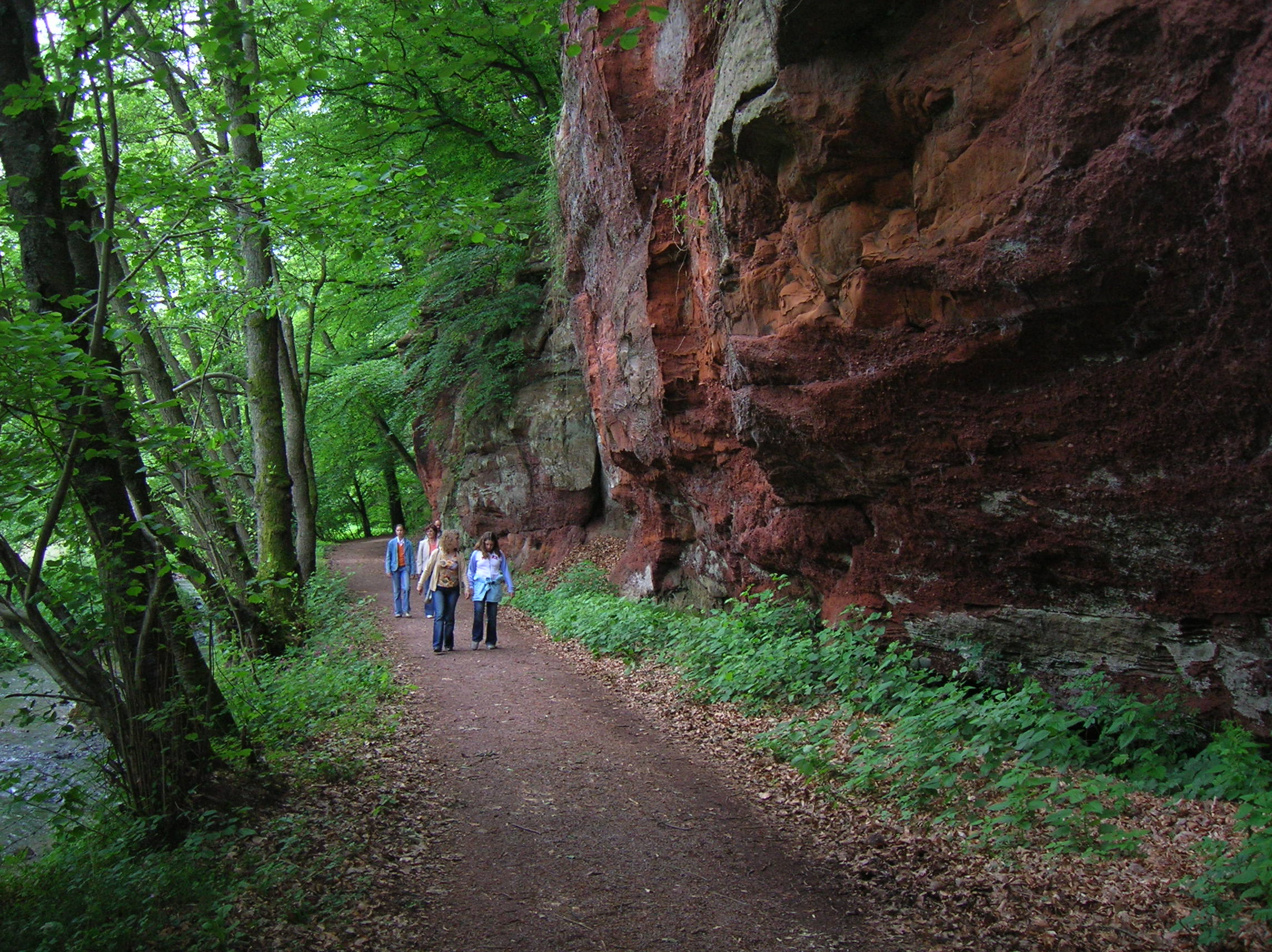
Felsformation im Leuktal
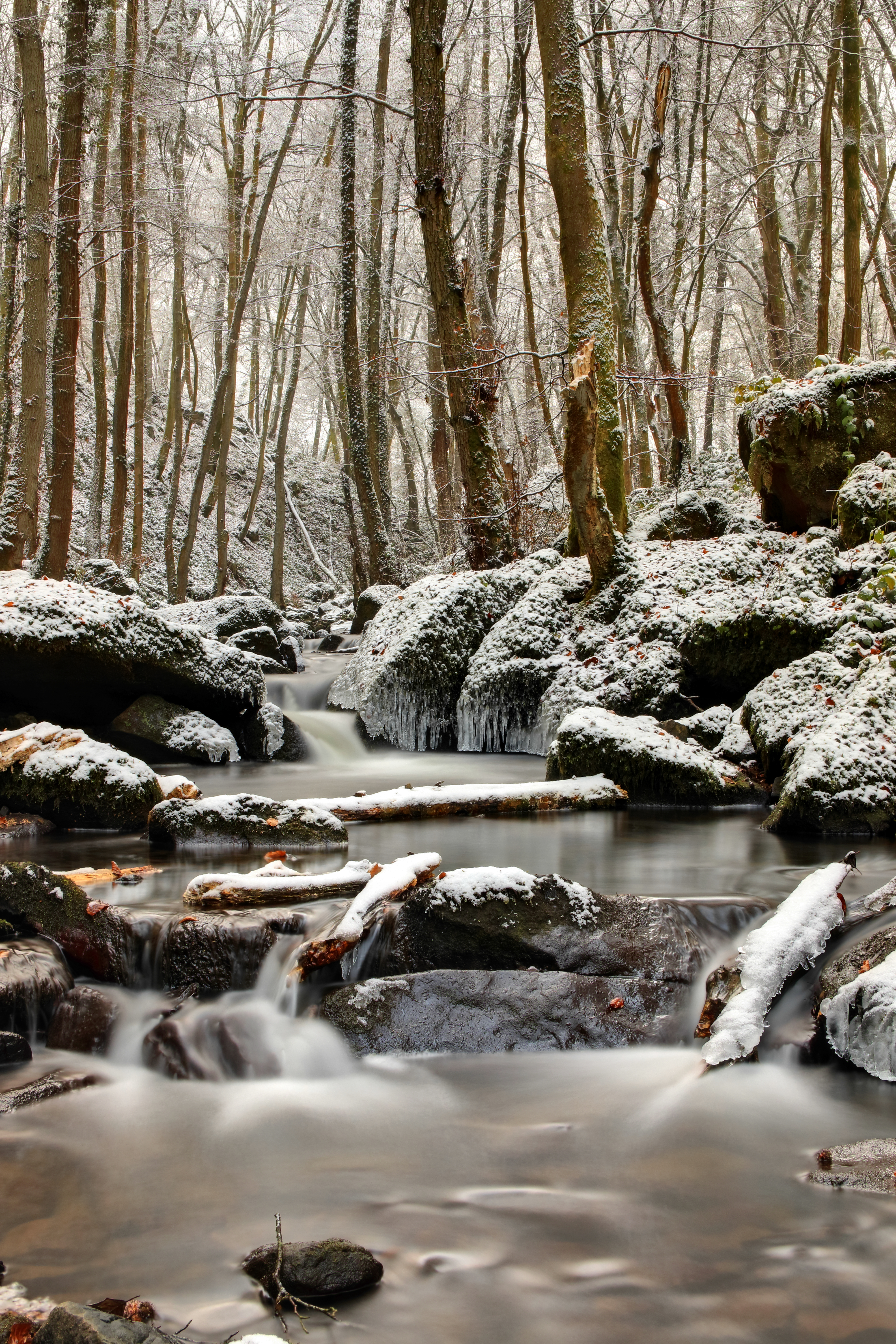
Winter im Leukbachtal

## Wirtschaft und Infrastruktur

### Öffentliche Einrichtungen und Sportstätten
Freudenburg verfügt über eine Grundschule, ein Jugend- und Bürgerhaus sowie Kindergarten und Kinderspielplätze. Für die Freizeitgestaltung existieren zwei Tennisplätze, eine Turnhalle und ein Sportplatz.

### Wirtschaft
Bauunternehmungen und Kleingewerbe sowie Dienstleistungsbetriebe prägen das örtliche Erwerbsleben. Freudenburg bietet diverse Gast- und Übernachtungsbetriebe.

### Verkehr
Die VRT-Buslinie 241 verbindet Freudenburg wochentags stündlich mit dem Bahnhof in Saarburg. Die Ankunftszeit in Saarburg ist auf den Umstieg in den Zug Richtung Trier ausgelegt.